# Haetosmia circumventa
Haetosmia circumventa är en biart som först beskrevs av Peters 1974.  Haetosmia circumventa ingår i släktet Haetosmia och familjen buksamlarbin. Inga underarter finns listade i Catalogue of Life.